# 图尔讷比
图尔讷比（法語：Tournebu，法語發音：[tuʁnəby] ⓘ）是法国卡尔瓦多斯省的一个旧市镇，属于卡昂区。2019年，图尔讷比与临近的4个市镇合并为新市镇塞尼莱苏尔斯。

## 地理
图尔讷比（48°58'8"N, 0°20'26"W）面积11.4 平方千米，位于法国诺曼底大区卡爾瓦多斯省，该省份为法国西北部沿海省份，北濒大西洋英吉利海峡，东北与滨海塞纳省以海上边界相接，东临厄尔省，南至奧恩省，西与芒什省接壤。
与图尔讷比接壤的市镇（或旧市镇、城区）包括：阿克维尔、方丹勒潘、马尔坦维尔、穆利讷、圣日耳曼朗戈、于西。
图尔讷比的时区为UTC+01:00、UTC+02:00（夏令时）。

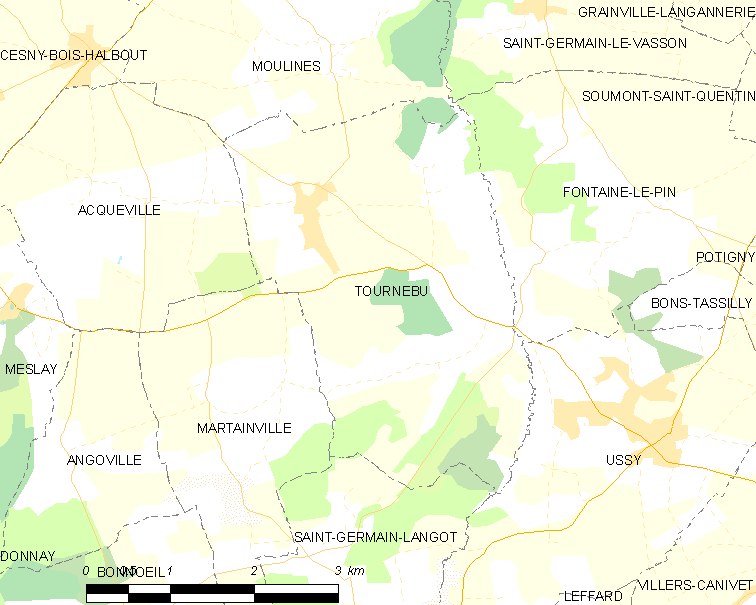
图尔讷比的OSM定位图

## 行政
图尔讷比的邮政编码为14220，INSEE市镇编码为14703。

## 政治
图尔讷比所属的省级选区为勒奥姆县。

## 人口

1962-2008年间图尔讷比人口变化图示

图尔讷比于2018年1月1日时的人口数量为362人。